# Islám ve Slovinsku
Islám ve Slovinsku představuje menšinové náboženské společenství.
V hlavním městě Lublani byl roku 2008 zakoupen muslimskou náboženskou obcí pozemek, roku 2011 vyhlášena architektonická soutěž a v roce 2013 bylo započato se stavbou mešity a kulturního centra. První veřejná páteční modlitba v mešitě se konala 7. února 2020. Hlavním sponzorem stavby se stal Stát Katar. Dle informací Náboženského infoservisu stavba stála asi 35 milionů euro.